# Gilles Blaser
Gilles Blaser (Genthod, 16 december 1952) is een Zwitsers voormalig veldrijder.
Blaser was van 1979 tot 1986 professioneel wielrenner. In 1979 eindigde hij op de tweede plaats op het WK veldrijden achter zijn, op dat moment ongenaakbare, landgenoot Albert Zweifel. Door de sterke concurrentie in Zwitserland van onder meer Zweifel en Peter Frischknecht behaalt Blaser vooral ereplaatsen. In 1982 pakt hij zijn eerste en enige overwinning in Igorre. 
In 1979 reed hij één jaar bij Joop Zoetemelk en Barry Hoban in hetzelfde team, te weten de Franse ploeg Miko-Mercier. 